# オープンナレッジ

オープンナレッジは広義に解釈され、オープンコンテント（オープンデータ、オープンソースソフトウェア、オープン教育リソース、オープンアクセスなど）と実践（オープンリサーチなど）を含む。

オープンナレッジ（英: Open knowledge）、またはフリーナレッジ（英: Free knowledge）とは、法的、社会的、技術的な制約なしに使用、再使用、再配布が自由である知識のことである。オープンナレッジに関する団体や活動家は、知識をオープンな方法で生産・配布するための原則や方法論を提案してきた。
この概念はオープンソースやオープンの定義と関連しており、その初期バージョンは「Open Knowledge Definition」というタイトルであり、オープンソースの定義に由来している。

## 歴史

### 初期の歴史
他の「オープン」概念と同様に、この用語は比較的新しいものであるが、概念自体は古いものである。現存する最古級の印刷物のひとつである仏教の『金剛般若経』の写本は、868年ごろ中国で制作されたもので、「普及のために無償で配布する」との献辞が記されている。『百科全書』第4巻において、ドゥニ・ディドロは他の著者の資料を使用した見返りとして自身の著作の再利用を許可した

### 20世紀
20世紀初頭、ドイツ社会民主党内で知的財産権に関する議論が展開された。主要な寄稿者はカール・カウツキーであり、1902年に発表したパンフレットの一節を「知的生産」に割き、物質的生産とは区別して論じた：
物質的生産における共産主義、知的生産におけるアナーキー――それがプロレタリアートの支配から、すなわち社会革命から経済的事実の論理によって発展する社会主義的生産様式の姿である。つまり、それはプロレタリアートの希望や意図、理論がどうあれ、経済の事実が導くものである。:40
この見解は、カール・マルクスの価値法則が物質的生産にのみ適用され、知的生産には影響しないとする分析に基づいている。
1990年代初頭から公共のインターネットが発展するにつれて、情報を世界中で複製・共有することがはるかに容易になった。「情報は自由になりたがっている」というフレーズは、従来の物質的生産における商業的障壁が創造的表現を妨げていると考える人々にとって、インターネットを自由な場にしようとするスローガンとなった。
ウィキペディアは2001年に創設され、その理念は情報を編集・修正して品質を向上させることであった。ウィキペディアの成功は、何百万人もの人々がオープンナレッジと関わり、貢献することを可能にした。

## オープンナレッジを促進する活動・組織
- オープンナレッジ財団
- オープンストリートマップ
- Scholarly Publishing and Academic Resources Coalition (SPARC)
- サイエンス・コモンズ
- ウィキメディア財団